# Autostrada A8 (Polonia)
Autostrada A8 (în poloneză Autostrada A8), cunoscută și sub numele de Autostrada de centură a Wrocławului (în Autostradowa Obwodnica Wrocławia, AOW), este o autostradă de 22,7 km care ocolește orașul Wrocław, Polonia. Autostrada include podul Rędziński, înalt de 122 de metri, peste râul Oder.
În afara orașului Wrocław, A8 continuă în regim de drum expres sub denumirea de Drumul expres S8.
Autostrada a fost deschisă circulației la 31 august 2011. Nu este planificată să fie taxată.

## Istoricul traseului
Planurile inițiale prevedeau ca autostrada A8 să parcurgă întregul traseu dintre Wrocław și Łódź, cu o porțiune sudică a drumului care continua spre Republica Cehă pentru a oferi acces la Praga. În anul 2000, autostrada a fost redusă la lungimea sa actuală, ocolind părțile de vest și nord ale orașului Wrocław, în timp ce restul traseului a fost decis să fie finalizat la standard de drum expres ca Drumul expres S8. În timpul campaniei pentru alegerile parlamentare din 2007, partidul Platforma Civică a promis să modernizeze legătura la standard de autostradă, extinzând astfel autostrada A8. Totuși, după ce a format guvernul în urma victoriei, partidul a abandonat ideea, explicând că schimbările necesare în planificare ar întârzia inacceptabil construcția cu mulți ani.
La 1 septembrie 2011, Ministerul Infrastructurii a publicat un proiect de regulament privind taxarea autostrăzii. Conform ministerului, autostrada A8 nu va fi cu taxă pentru șoferii obișnuiți, însă întregul traseu al autostrăzii este supus sistemului de colectare electronică a taxelor, obligatoriu pentru vehiculele cu o greutate mai mare de 3,5 tone, cunoscut sub numele de e-TOLL.

## Imagini

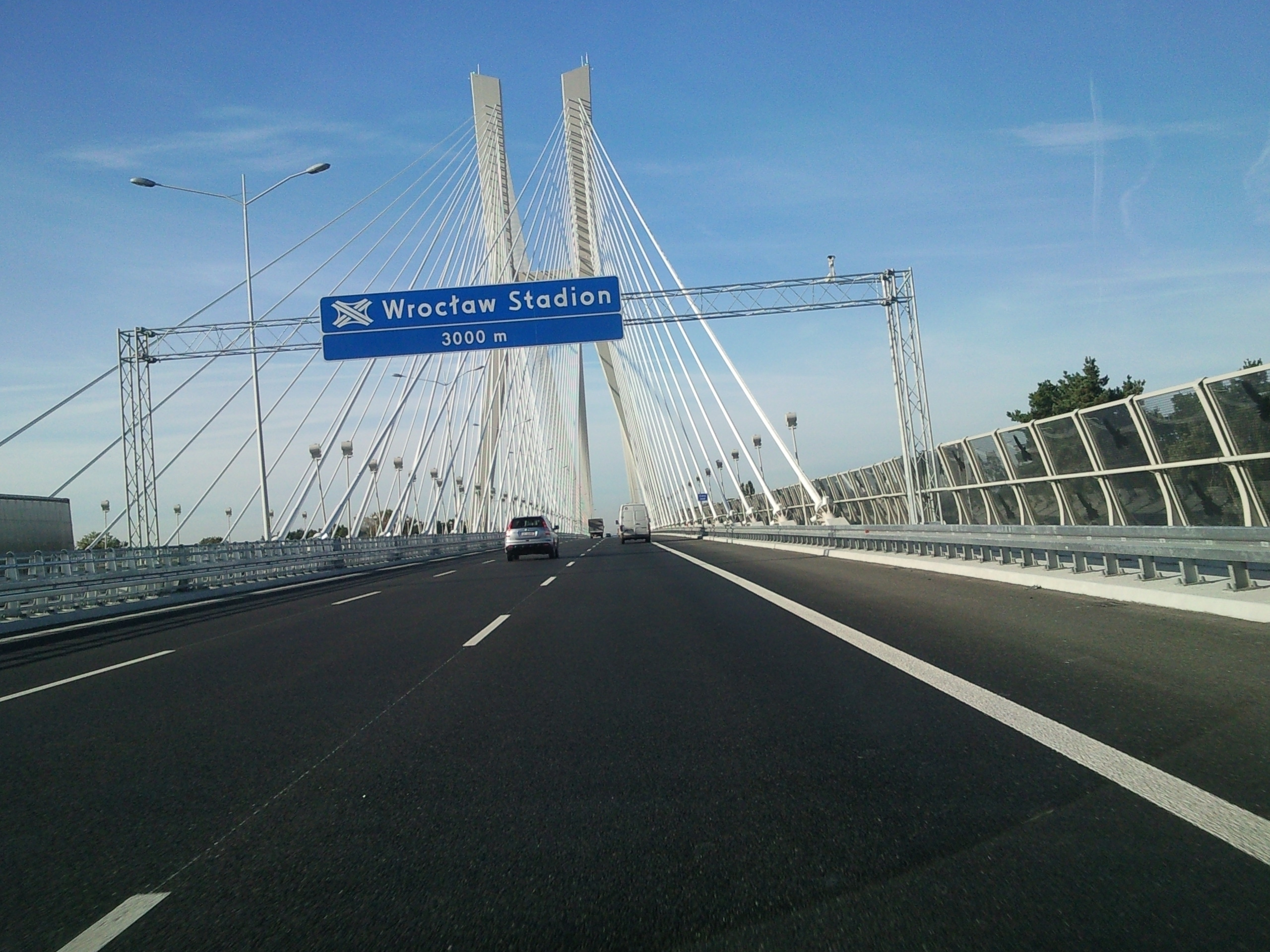
Podul Rędziński (1)
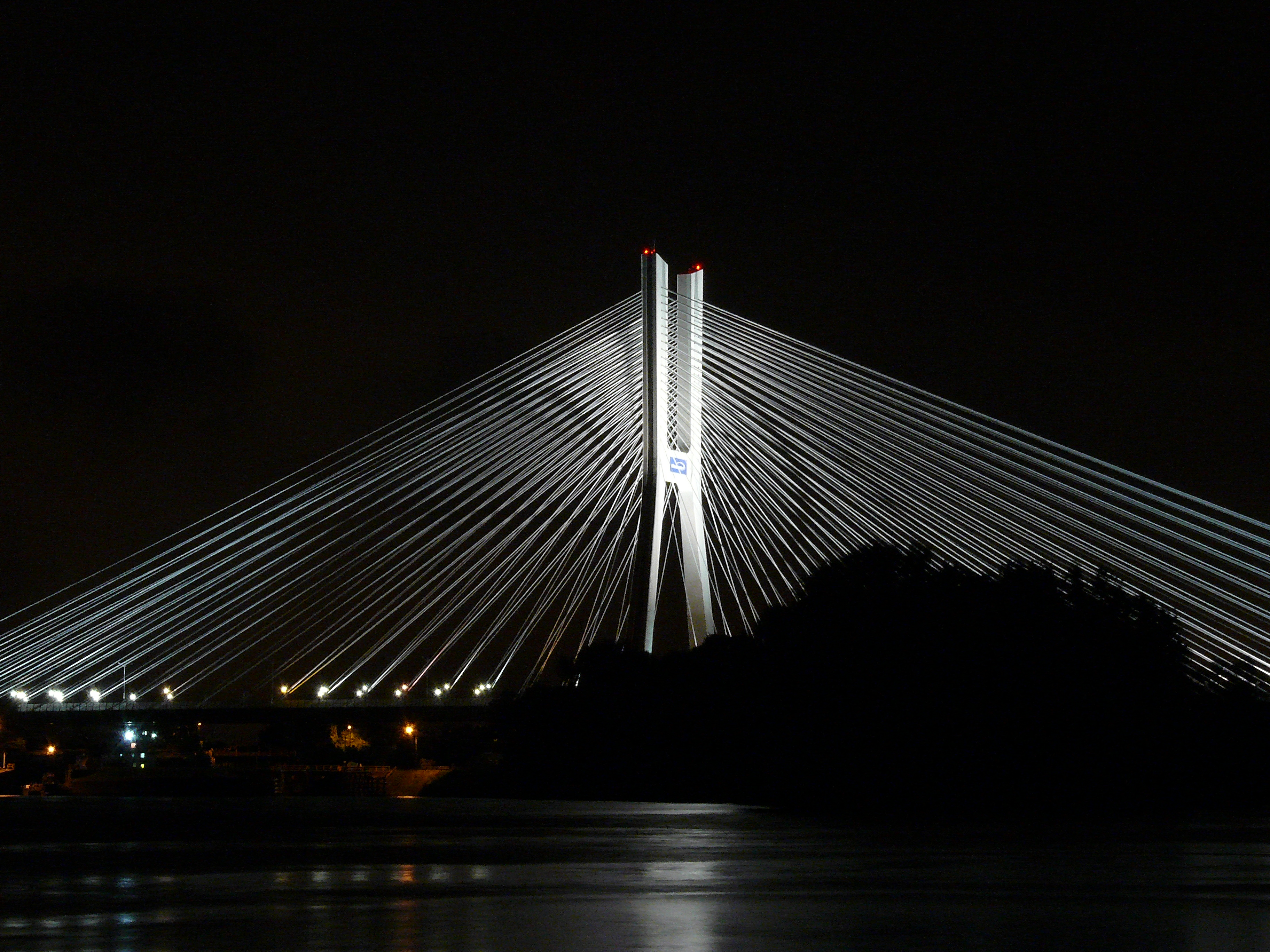
Podul Rędziński (2)
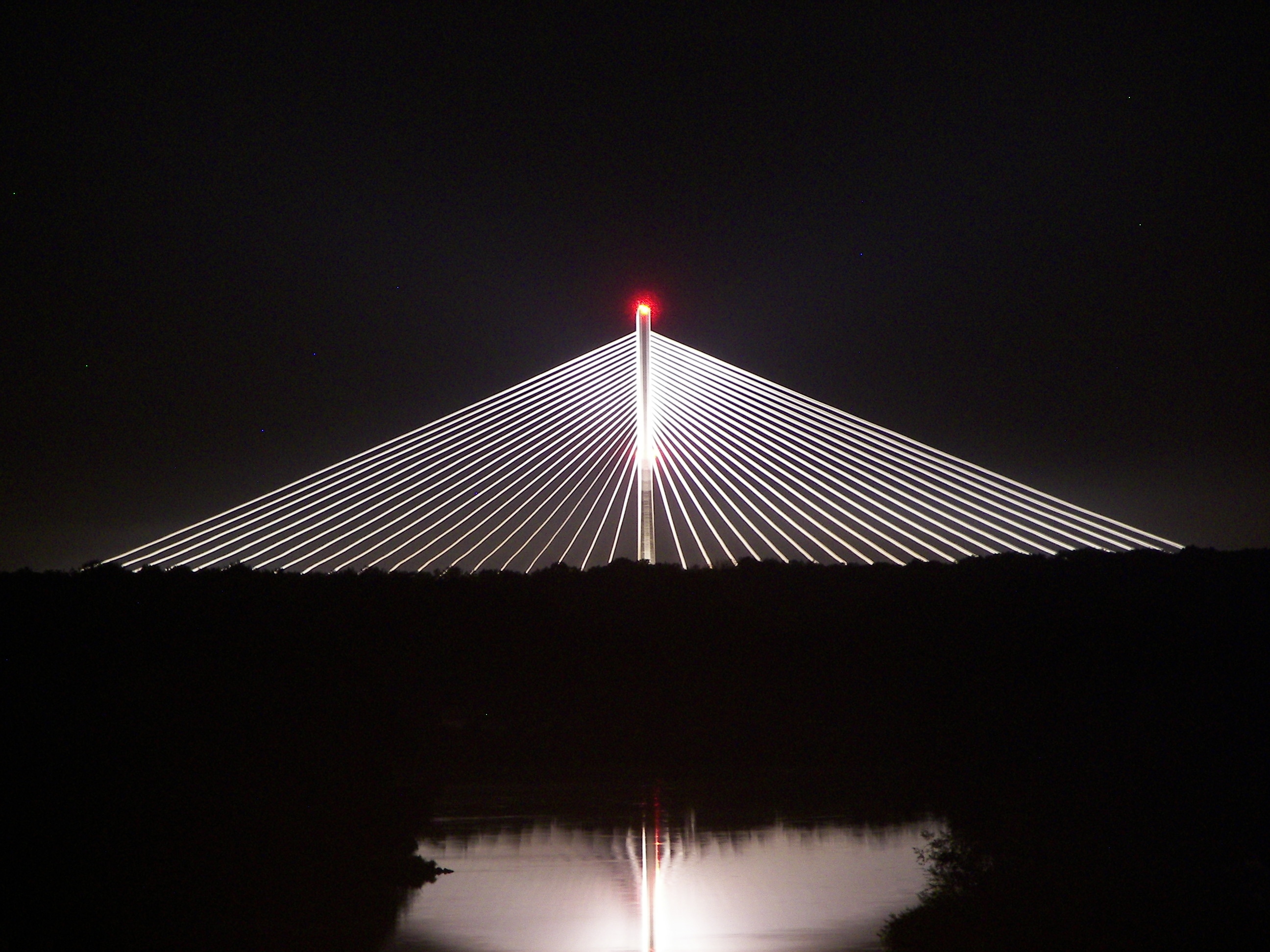
Podul Rędziński (3)
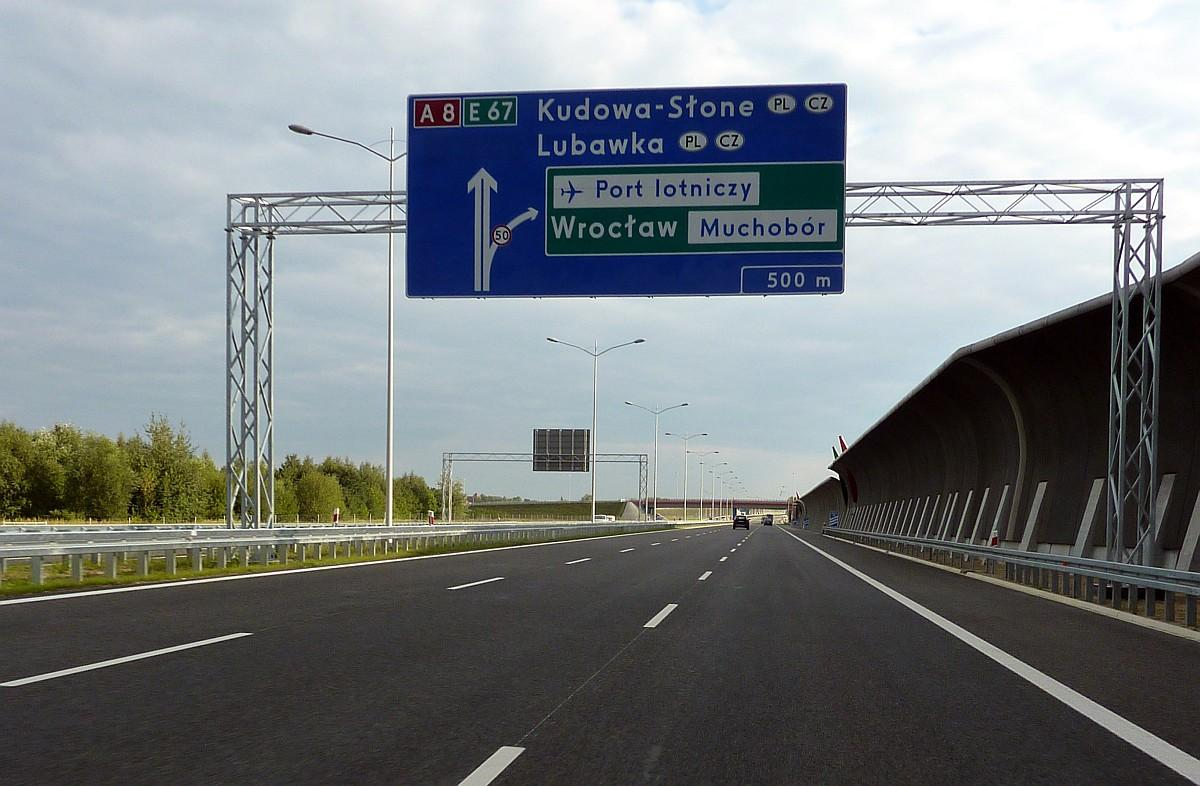
500 m înainte de intersecția cu Aeroportul Wrocław
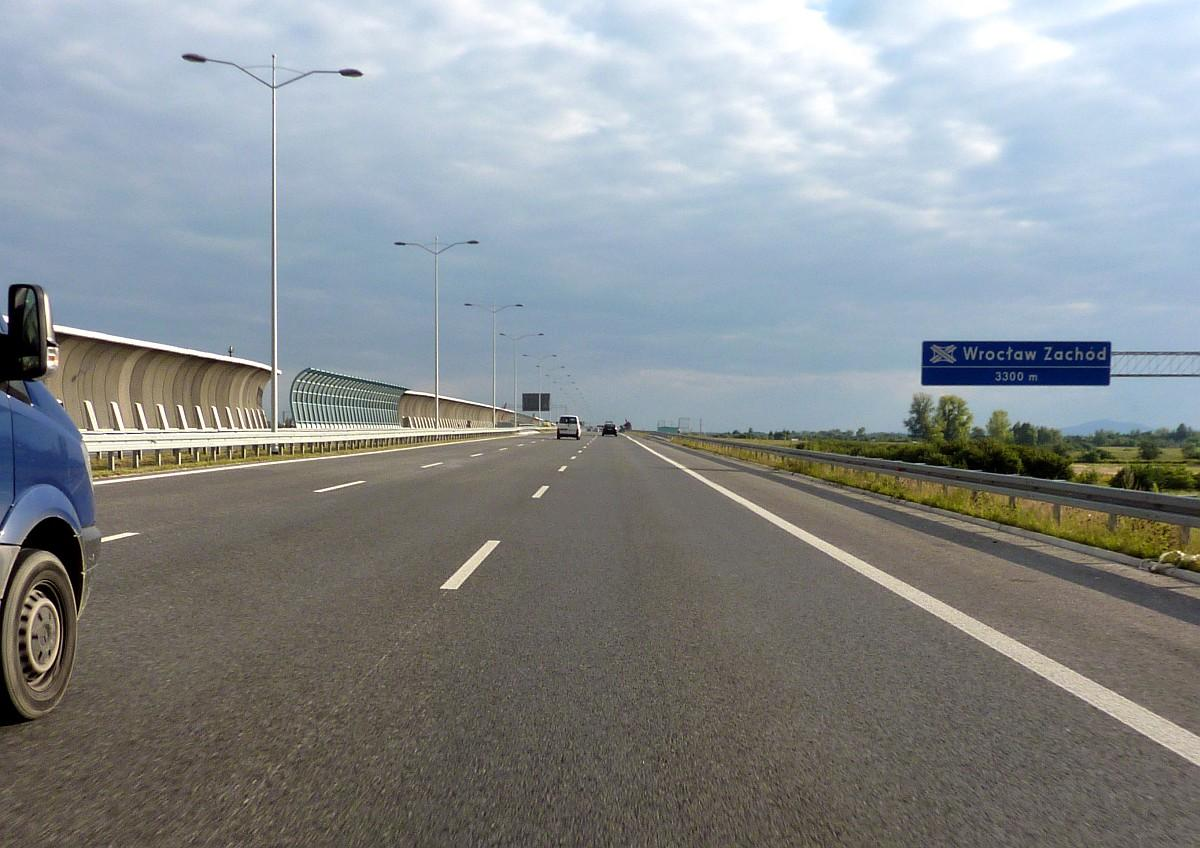
3300 m înainte de nodul rutier Wrocław Zachód
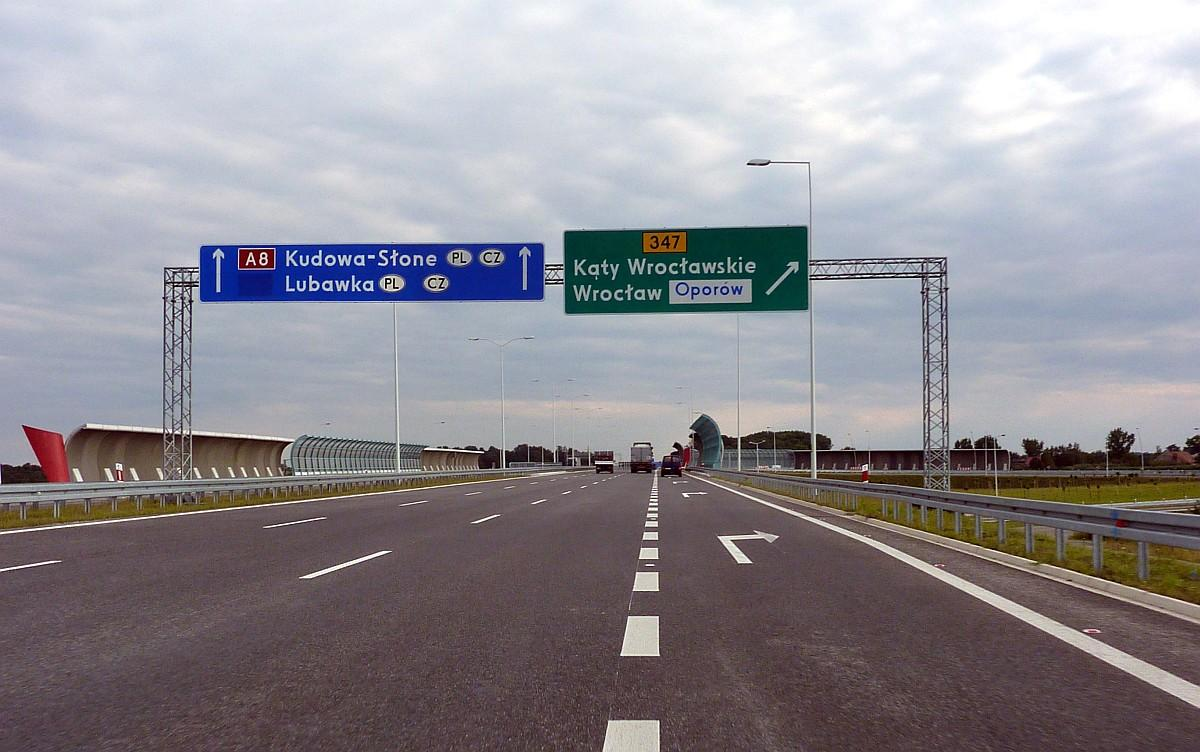
Nodul rutier Wrocław Zachód